# Saint-Martin-de-Coux

Saint-Martin-de-Coux este o comună în departamentul Charente-Maritime, Franța. În 1 ianuarie 2022 avea o populație de 459 de locuitori.